# 2482 Perkin
2482 Perkin је астероид главног астероидног појаса са средњом удаљеношћу од Сунца која износи 2,928 астрономских јединица (АЈ).
Апсолутна магнитуда астероида је 12,7.